# Gentiana alba
Gentiana alba là một loài thực vật có hoa trong họ Long đởm. Loài này được Muhl. mô tả khoa học đầu tiên năm 1818.